# Bosknobbeldaas
De bosknobbeldaas (Hybomitra bimaculata) is een vliegensoort uit de familie van de dazen (Tabanidae). De wetenschappelijke naam van de soort is voor het eerst geldig gepubliceerd in 1826 door Macquart.